# Жданов, Сергей Николаевич
Серге́й Никола́евич Жда́нов (16 [28] августа 1850, Шенкурск — 1 [14] августа 1903, Нежин) — русский педагог-филолог, профессор греческой словесности Нежинского историко-филологического института.
Брат Ивана Николаевича Жданова.

## Биография
Родился в Шенкурске 16 (28) августа 1850 года.
Учился в Санкт-Петербургском историко-филологическом институте, окончив который с 1 июля 1871 года начал службу в ведомстве Министерства народного просвещения: был назначен преподавателем древних языков в Киевскую прогимназию (впоследствии 4-я Киевская гимназия). В 1875 году был командирован за границу. 
В 1878 году защитил магистерскую диссертацию: «К учению о греческом ударении»; в это время был временным преподавателем в Санкт-Петербургском историко-филологическом институте и филологической гимназии при нём. В 1879 году был утверждён в степени магистра греческой словесности и назначен преподавателем в Нежинский историко-филологический институт князя Безбородко; с 1880 года — экстраординарный, с 1881 года — ординарный профессор греческой словесности; 7 сентября 1881 года произведён в чин статского советника.
В 1889 году защитил диссертацию «Грамматические наблюдения и критическо-экзегетические заметки» (Киев, 1889) и в 1890 году был утверждён в степени доктора греческой словесности.
Был награждён орденами Св. Станислава 2-й ст. (26.12.1884), Св. Анны 2-й (1894) и 3-й степени (28.12.1879). С 1 января 1898 года — действительный статский советник.
Умер в Нежине 1 (14) августа 1903 года.